# Franz Böhm (reżyser)
Franz Böhm (ur. w 1999 roku w Stuttgarcie) – brytyjsko-niemiecki reżyser i producent filmowy, laureat nagrody BAFTA. 

## Biografia
Böhm urodził się w 1999 roku w Stuttgarcie, w Niemczech. Po śmierci ojca, gdy miał 11 lat, rozpoczął pracę przy licznych filmach i reklamach jako pomocnik planu lub asystent produkcji. W wieku 16 lat wyreżyserował swój pierwszy krótkometrażowy film Harmony of Others, który bada relacje młodych ludzi pochodzących z różnych środowisk społecznych. Następnie, w 2017 roku stworzył średniometrażowy fabularyzowany dokument Christmas Wishes, opowiadający historie dwóch bezdomnych osób z Berlina. Na potrzeby filmu Böhm spędził tydzień, mieszkając wśród osób bezdomnych. Projekt zainaugurował przyznanie mu BW Youth Film Award w 2017 roku oraz zdobył uznanie na licznych festiwalach filmowych.
Böhm na arenie międzynarodowej zadebiutował w 2019 roku krótkometrażowym filmem Good Luck. Produkcja miała swoją premierę na British Independent Film Festival 2019, gdzie zdobyła nagrodę za „najlepsze zdjęcia”. Pełnometrażowy debiut reżyserski Böhm zrealizował w 2021 roku dokumentem Dear Future Children. Film zdobył Nagrodę Publiczności podczas światowej premiery na festiwalu Max-Ophüls-Preis oraz podczas szwajcarskiej premiery na Międzynarodowy Festiwal Filmowy i Forum Praw Człowieka, bijąc przy tym liczne rekordy. 89-minutowy dokument został również nominowany na kilku z największych światowych festiwali filmów dokumentalnych, w tym CPH:DOX. Podczas Hot Docs International Film Festival produkcja zdobyła nagrodę publiczności. Film skupia się na temacie międzynarodowego młodzieżowego aktywizmu, ukazując doświadczenia trzech aktywistek z Hongkongu, Ugandy i Chile. Projekt został sfinansowany dzięki kampanii na stronie Kickstarter.com, w ramach której zebrano €22,039 od 391 wspierających.
W 2022 roku Böhm został najmłodszym reżyserem, który zdobył zarówno Nagrodę Publiczności, jak i Grand Prix na Niemiecki Festiwal Filmów Dokumentalnych.
Böhm ukończył studia magisterskie z reżyserii w National Film and Television School w Beaconsfield, w Anglii. Jego dyplomowy film Rock, Paper, Scissors zdobył Nagrodę BAFTA 2025 w kategorii Najlepszy Brytyjski Film Krótkometrażowy. Opiera się on na prawdziwej historii młodego ukraińskiego żołnierza, którego Böhm poznał w Wielkiej Brytanii. W roli głównej wystąpił ukraiński aktor Ołeksandr Rudyńskyj. Brytyjska produkcja miała swoją premierę 13 października 2024 roku na festiwalu Show Me Shorts Film Festival w Nowej Zelandii, kwalifikującym do Oscarów®. Film był następnie prezentowany na wielu prestiżowych festiwalach międzynarodowych, m.in. British Urban Film Festival, Aesthetica Film Festival, Cambridge Film Festival i Norwich Film Festival w Wielkiej Brytanii. Zdobył również uznanie na St. Louis International Film Festival w Stanach Zjednoczonych, gdzie był nominowany do Nagrody Publiczności za Najlepszy Krótkometrażowy Film Fabularny, kategorii również kwalifikującej do Oscarów.